# Grattage
Grattage är en teknik inom målarkonsten, en särskild form av sgraffito som Max Ernst utvecklade i samarbete med Joan Miró 1927. Den kan ses som en vidareutveckling av frottage-tekniken överförd till måleriet. En målarduk förbereds med ett eller flera lager färg och läggs, innan den översta färgen torkat, över något texturrikt, exempelvis metallnät, träplankor, snören eller vad som helst, och skrapas med målarkniv eller liknande, varvid det skapas ett mönster påverkat av underlaget. Det åstadkomna resultatet bildar sedan grund för den fortsatta utvecklingen av målningen.
Begreppet grattage ska inte förväxlas med sgraffito, en mer generell term för måleritekniker där färg från underliggande lager tas fram genom att skrapa i ett överliggande färglager.